# Santiago de la Peña
Santiago de la Peña är en ort i Mexiko.   Den ligger i kommunen Tuxpan och delstaten Veracruz, i den sydöstra delen av landet, 250 km nordost om huvudstaden Mexico City. Santiago de la Peña ligger 4 meter över havet och antalet invånare är 8 331.
Terrängen runt Santiago de la Peña är platt. Runt Santiago de la Peña är det ganska tätbefolkat, med 160 invånare per kvadratkilometer. Närmaste större samhälle är Tuxpan de Rodríguez Cano, 1,4 km norr om Santiago de la Peña. Trakten runt Santiago de la Peña består till största delen av jordbruksmark.